# From Her to Eternity
Albums de Nick Cave and the Bad Seeds
The First Born is Dead
(1985)
From Her to Eternity est le premier album de Nick Cave, sorti en 1984 comme écrit sur la pochette. En ouvrant le disque on découvre "with The Bad Seeds", ce qui n'en fait pas le premier album de Nick Cave and the Bad Seeds, mais le prototype. Son titre est sans nul doute un jeu de mots qui fait référence au film From Here To Eternity (Tant qu'il y aura des hommes en français). Le groupe apparaît en concert dans le film Les Ailes du désir de Wim Wenders, sorti en 1987, jouant, entre autres, la chanson titre de l'album.

## Liste des titres
Face A :
1. Avalanche (5:13) (Leonard Cohen)
2. Cabin Fever! (6:11)
3. Well of Misery (5:25)
4. From Her to Eternity (5:33)

Face B :
1. Saint Huck (7:22)
2. Wings off Flies (4:06)
3. A Box for Black Paul (9:42)

Bonus sur l'édition CD :

- In the Ghetto (4:06) (Mac Davis)
- The Moon Is in the Gutter (2:36)

(Ces deux titres, qui composaient le premier 45 tours de Nick Cave & The Bad Seeds, furent insérés entre la face A et la face B de l'album original)

- From Her to Eternity (4:35) (version de 1987 issue de la BO du film Les Ailes du désir de Wim Wenders), ajoutée à la fin de l'album.

## Les chansons
- Le titre Avalanche est une reprise d'une chanson de Leonard Cohen (qui figure sur la compilation Original Seeds).
- Le titre Well of Misery recourt partiellement à un style caractéristique des chants de marin.
- Le titre From Her to Eternity est un jeu de mots faisant référence au film From Here To Eternity (Tant qu'il y aura des hommes en français).
- Le titre In the Ghetto est une reprise d'une chanson d'Elvis Presley écrite par Mac Davis.
- Les paroles de Saint Huck font référence à Huckleberry Finn, à L'Odyssée et à Elvis Presley.
- Anita Lane, qui était à l'époque la petite amie de Nick Cave, a co-écrit les paroles de la chanson From Her to Eternity[2].
- Peter Sutcliffe, ami de Nick Cave à distinguer du tueur en série, a co-écrit les paroles de la chanson Wing Off Flies.

## Formation
- Nick Cave - chant
- Hugo Race - guitare
- Mick Harvey - batterie
- Barry Adamson - guitare, basse piano
- Blixa Bargeld - guitare